# دفنة مختصرة
دفنة مختصرة (الاسم العلمي: Daphne abbreviata) هي نوع غير مؤكد من النباتات يتبع جنس الدفنة من الفصيلة المثنانية.